# Al-Aridijja
Al-Aridijja (arab. العريضية) – wieś w Syrii, w muhafazie Aleppo. W 2004 roku liczyła 249 mieszkańców.